# Stanislas Guerini

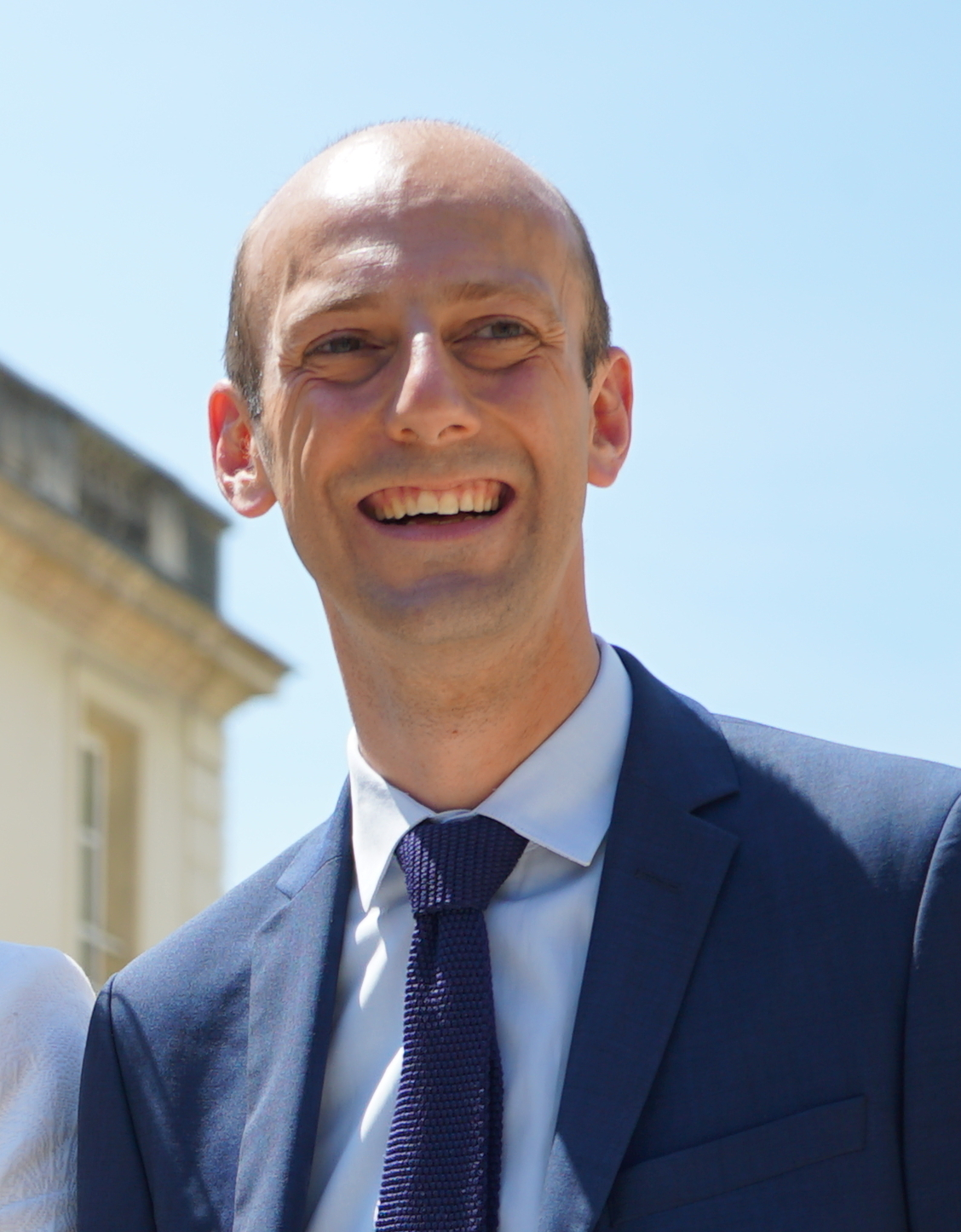
Stanislas Guerini, 2017

Stanislas Guerini (* 14. Mai 1982 in Paris) ist ein französischer Politiker der Partei LREM. Er war von 2018 bis 2022 Vorsitzender seiner Partei und von Mai 2022 bis September 2024 (mit einer kurzen Unterbrechung im Januar/Februar 2024) Minister für den öffentlichen Dienst im Kabinett Borne und im Kabinett Attal.  

## Leben und Werk
Guerini ist italienischer Abstammung. Ein Großelternteil floh aufgrund der Machtübernahme Benito Mussolinis. Guerini besuchte das Lycée Henri IV in Paris und absolvierte ein Studium an der Wirtschaftshochschule HEC Paris. Als Unternehmer gründete er 2007 das Unternehmen Watt & Home, das Solarmodule installiert. 2013 wechselte er als Direktor für Kundenerfahrung zum Textilkonzern Elis.
Als Student schloss sich Guerini der Parti socialiste (PS) an, innerhalb der er dem Flügel von Michel Rocard und Dominique Strauss-Kahn nahestand. Vor der Präsidentschaftswahl in Frankreich 2007 gehörte er zu den Unterstützern einer Präsidentschaftskandidatur Strauss-Kahns, der jedoch bei der parteiinternen Vorwahl gegen Ségolène Royal unterlag. Im Vorfeld der Präsidentschaftswahl 2012 arbeitete Guerini erneut für Strauss-Kahn, der seine Kandidatur jedoch zurückzog.
Ende 2015 gehörte Guerini – neben Benjamin Griveaux und Ismaël Emelien – zu den Gründern der von Emmanuel Macron initiierten politischen Bewegung En Marche, aus der später die Partei La République en Marche (LREM) hervorging. Im Wahlkampf Emmanuel Macrons zur Präsidentschaftswahl 2017 spielte Guerini eine wichtige Rolle, er leitete nach der Wahl auch die Siegesfeier Macrons an der Louvre-Pyramide.
Bei den Parlamentswahlen in Frankreich 2017 wurde er für die Partei La République en Marche (LREM) für den dritten Wahlkreis von Paris zum Abgeordneten in die Nationalversammlung gewählt. In der ersten Runde erhielt er 45,08 % der Stimmen; in der Stichwahl gewann er mit 65,5 % gegen Valérie Nahmias, die Kandidatin der UDI. Im Oktober 2018 folgte er Christophe Castaner als délégué général, d. h. Parteivorsitzender, der LREM nach. Infolge der Wiederwahl Macrons ernannte dieser Stanislas Guerini im Mai 2022 zum Minister für Veränderung und öffentlichen Dienst (ministre de la Transformation et de la Fonction publiques) im Kabinett Borne. Er amtierte bis September 2024.

## Verweise
1. ↑  Mathilde Siraud: Stanislas Guerini, un «premier de cordée» pour diriger LaREM. 30. November 2018, abgerufen am 20. Mai 2020 (französisch).
2. ↑  Stanislas Guerini élu dans la 3e circonscription de Paris. Abgerufen am 20. Mai 2020 (französisch).
3. ↑  Stanislas Guerini pressenti pour prendre la tête d'En Marche. In: Les Echos, 16. Oktober 2018.

| Personendaten    | Personendaten           |
| ---------------- | ----------------------- |
| NAME             | Guerini, Stanislas      |
| KURZBESCHREIBUNG | französischer Politiker |
| GEBURTSDATUM     | 14. Mai 1982            |
| GEBURTSORT       | Paris                   |